# Olympische Sommerspiele 2000/Teilnehmer (Mazedonien)
| Gelbes Symbol für Goldmedaillen mit stilisierten Olympischen Ringen | Graues Symbol für Silbermedaillen mit stilisierten Olympischen Ringen | Braundes Symbol für Bronzemedaillen mit stilisierten Olympischen Ringen |
| ------------------------------------------------------------------- | --------------------------------------------------------------------- | ----------------------------------------------------------------------- |
| —                                                                   | —                                                                     | 1                                                                       |

Mazedonien trat unter dem Namen Ehemalige Jugoslawische Republik Mazedonien bei den Olympischen Sommerspielen 2000 an und nahm damit zum zweiten Mal an einem olympischen Sommerturnier teil. Es traten zehn Athleten (sechs Männer und vier Frauen) in 15 Wettkämpfen in fünf Sportarten an. Fahnenträger war Lazar Popovski.

## Medaillengewinner
| Name              | Sportart | Wettkampf                          |
| ----------------- | -------- | ---------------------------------- |
| Mogamed Ibragimov | Ringen   | Halbschwergewicht, Freistil Bronze |

## Teilnehmer nach Sportarten

### Kanu
- Lazar Popovski
Einer-Kajak Slalom: 17. Platz

### Leichtathletik
Männer
- Vanco Stojanov
800 m: im Vorlauf ausgeschieden

Frauen
- Daniela Kuleska
1500 m: im Vorlauf ausgeschieden

### Ringen
- Nasir Gadžihanov
Mittelgewicht, Freistil: 7. Platz

- Magomed Ibragimov
Halbschwergewicht, Freistil: Bronze

### Schießen
- Divna Pešić
Luftgewehr 10 m: 44. Platz
Kleinkalibergewehr Dreistellungskampf 50 m: 36. Platz

### Schwimmen
| Disziplin           | Männer                                       | Frauen                                 |
| ------------------- | -------------------------------------------- | -------------------------------------- |
| 200 m Freistil      |                                              | Vesna Stojanovska (nicht qualifiziert) |
| 400 m Freistil      |                                              | Vesna Stojanovska (nicht qualifiziert) |
| 800 m Freistil      |                                              | Mirjana Bosevska (nicht qualifiziert)  |
| 100 m Schmetterling | Aleksandar Miladinovski (nicht qualifiziert) |                                        |
| 200 m Schmetterling | Zoran Lazarevski (nicht qualifiziert)        | Mirjana Bosevska (nicht qualifiziert)  |
| 200 m Lagen         | Aleksandar Miladinovski (nicht qualifiziert) |                                        |
| 400 m Lagen         |                                              | Mirjana Bosevska (nicht qualifiziert)  |